# Hans-Peter Grünebach

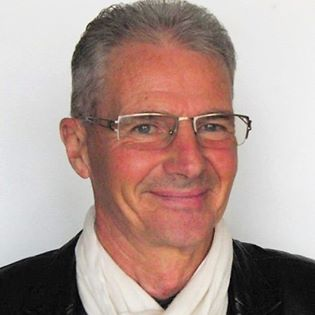
Hans-Peter Grünebach (undatiert)

Hans-Peter Grünebach (* 24. Juli 1948 in Bogen/Donau) ist ein deutscher Schriftsteller, Ausdauersportler und Oberst der Bundeswehr im Ruhestand.

## Leben und Wirken
Hans-Peter Grünebach wuchs in Garmisch-Partenkirchen, Coburg und München auf. Nach einer kaufmännischer Berufsausbildung wurde er 1970 als Wehrpflichtiger zur Bundeswehr eingezogen. Er verpflichtete sich weiter als Soldat auf Zeit und wurde aus der Feldwebellaufbahn als Truppenoffizier angenommen. Er erreichte den Stabsoffiziersdienstgrad eines Obersts.
Seit seinem Ruhestand als Berufssoldat und der Rückkehr nach Deutschland 2008 schreibt und publiziert er Romane, Kurzgeschichten, Lyrik, Zeitungsartikel und Theaterstücke. Grünebach betreibt Wettkampfsport. Er hatte als Seniorensportler bei offiziellen Welt- und Europameisterschaften 44 Starts, 34 Podestplätze und 11 Siege in verschiedenen Ausdauerdisziplinen. 1990 nahm er an der Ironman-Weltmeisterschaft Hawaii in Kailua-Kona teil. Er belegte dort in 12:25:37 Stunden, Platz 778.
Hans-Peter Grünebach ist seit 1980 mit Marianne Kräft-Grünebach verheiratet,. Sie wohnen in Polling in Oberbayern.

## Veröffentlichungen (Auswahl)
- Begegnungen auf dem Balkan. Einsatz für den Frieden. mit einem Nachwort von Hans Koschnick.  Mönch, Köln 2001. ISBN 3-933819-15-6.
- Der „Runde Tisch“ – ein Modell? In: Walter Kolbow, Heinrich Quaden (Hrsg.): Krieg und Frieden auf dem Balkan – Makedonien am Scheideweg? Nomos, Baden-Baden 2001, ISBN 978-3-7890-7561-2.
- Dreikampf, Eros & Tattoos. Sechs Erzählungen. Engelsdorfer Verlag, Leipzig 2010, ISBN 978-3-86268-017-7.
- Wundersame Welt. Engelsdorfer Verlag, Leipzig 2011, ISBN 978-3-86268-630-8.
- Sportissimus. Höhenrausch und Katzenjammer. Mit einem Vorwort Klaus Wolfermann. Best-Off-Verlag, Regensburg 2014, ISBN 978-3-942427-60-9.
- Die Männer der Désirée. Roman. Engelsdorfer Verlag, Leipzig 2021, ISBN 978-3-96940-228-3.
- Von der Agora des antiken Böotiens zum Deutschen Supermarkt. Erzählungen von Lügen, Liebe & Lachen. Engelsdorfer Verlag, Leipzig 2021, ISBN 978-3-96940-210-8.
- Migriert. Roman. Engelsdorfer Verlag, Leipzig 2024, ISBN 978-3-96940-841-4.
- Edmund Wachenfeld. Ein Leben für Deutschland. Dokumentation. Engelsdorfer Verlag, Leipzig 2024, ISBN 978-3-96940-850-6.
- „Traumfrau gefällig?“ Jede Frau ein Gedicht. Vom Autor illustriert. Engelsdorfer-Verlag, Leipzig 2016, ISBN 978-3-96008-430-3.
- Natur, Umwelt und L’Amour. In Reimen. Engelsdorfer Verlag, Leipzig 2019, ISBN 978-3-96145-752-6.
- Afghanistan ade. Erzählungen. Engelsdorfer Verlag, Leipzig 2021, ISBN 978-3-96940-199-6.
- Deutsch-Afghanische Freundschaft – Alles nur Theater? Schauspiel in fünf Akten, Engelsdorfer Verlag, Leipzig 2010; überarbeitete Neuauflage 2021, ISBN 978-3-96940-222-1.
- Ohne Waffen Frieden schaffen? Lehren aus Konflikten in Europa und ein Friedensmodell. Engelsdorfer Verlag, Leipzig 2022, ISBN 978-3-96940-384-6.

## Sportliche Erfolge (Auswahl)
- 2012: Europameister Langdistanztriathlon M60, Challenge Roth[7]
- 2022: Weltmeister Winterduathlon M70 in Andorra[2]
- 2022: Weltmeister Wintertriathlon M70 in Andorra[2]
- 2022: Vizeweltmeister Aquathlon M70 Samorin, Slowakei[2]
- 2023: 3. Platz M75, Weltmeisterschaften Sprinttriathlon, Hamburg[2]
- 2023: Europameister Aquathlon M75, Menen, Belgien[2]
- 2023: Europameister Triathlon-Mitteldistanz M75, Menen, Belgien[2]
- 2024: Weltmeister Winterduathlon M75, Pragelato, Italien[2]
- 2025: Weltmeister Winterduathlon M75, Cogne, Italien[2]